# موقع الفتاة السحرية
مَوْقِعُ اَلْفَتَاةِ اَلسِّحْرِيَّةِ (بِالْيَابَانِيَّةِ : 魔法少女サイト وَيَنْطِقَ بِالْيَابَانِيَّةِ : مَاهَوُ شُوجُو سَايِتُو) هُوَ عِبَارَةٌ عَنْ سِلْسِلَةِ مَانْغَا وَ أِنَمِّي فَتَاة سِحْرِيَّةِ يَابَانِيَّةِ مِنْ تَأْلِيفِ اَلْمَانَغَاكَا كِينْتَارُو سَاتُو إِنَّهُ جُزْءٌ مِنْ لُعْبَةٍ سَاحِرَةٍ اَلنِّهَايَةِ ( بِالْإِنْجِلِيزِيَّةِ : Magical Girl Apocalypse ) . تَدُورَ أَحْدَاثَ اَلْقِصَّةِ حَوْلَ طَالِبَةٍ فِي اَلْمَدْرَسَةِ اَلثَّانَوِيَّةِ يَتِمُّ تُعَذِّبهَا بِشِدَّةٍ وَيُسَاءُ مُعَامَلَتُهَا لِدَرَجَةِ أَنْ تُفَكِّرَ فِي اَلِانْتِحَارِ وَتُدْعَى هَذِهِ اَلْفَتَاةِ آيًا اَسَاجِيرِي ، تَكْتَسِبَ أَيًّا اَلْقُدْرَةُ لِكَيْ تُصْبِحَ سَاحِرَةً مِنْ خِلَالِ ظُهُورِ مَوْقِعِ وَيِب غَامِضٌ لَهَا عَلَى اَلْحَاسُوبِ . وَسُرْعَانَ مَا تَكْتَسِبُ صَدِيقَاتٍ ، وَهْنُ سَاحِرَاتٍ مَثَّلَهَا ، وِيسَاعَدَنَهَا فِي أَنْ تَنْمُوَ قُوَّتَهَا . تُوَاجِهَ آيًا وَصَدِيقَاتُهَا أَيْضًا أَعْدَاءً . يَتَحَوَّلَ اَلْمُسَلْسَلُ إِلَى ذُرْوَتِهِ بِالنِّسْبَةِ لَآيَا يَجِب عَلَيْهَا أَنْ تُحَافِظَ عَلَى نَفْسِهَا هِيَ وَأَصْدِقَائِهَا عَلَى قَيْدِ اَلْحَيَاةِ عَنْ طَرِيقِ اَلِاقْتِصَادِ فِي اِسْتِخْدَامِ قُوَّتِهِنَّ اَلسِّحْرِيَّةِ . تَمَّ تَسَلْسُلُ اَلْقِصَّةِ فِي مَجَلَّةِ أَكِيتَا شُوتِينْ ! تِشَامْبِيُونْ شَيْبَ تَابَ ! مَوْقِعَ اَلْوَيِب فِي اَلْفَتْرَةِ يُولْيُو 2013 إِلَى أُكْتُوبَرَ 2017 بُعْدِهِ ذَلِكَ فِي مَجَلَّةٍ مَانْجَا اَلشُّونَنْ خَاصْتَمْ شَوَّنْنَ شَامْبِيُونْ اَلْأُسْبُوعِيَّةَ فِي اَلْفَتْرَةِ مِنْ أُكْتُوبَرَ 2017 إِلَى أُغُسْطُسَ 2019 ، وَتَمَّ جَمْعُ اَلْمَانْغَا فِي سِتَّةِ عَشَرَ مُجَلَّدًا تَانْكُوبُونْ . وَتَمَّ تَرْخِيصُ اَلْمَانْجَا بِاللُّغَةِ اَلْإِنْجِلِيزِيَّةِ فِي أَمْرِيكَا اَلشَّمَالِيَّةِ بِوَاسِطَةِ شَرِكَةِ سُفُنِ سِيزْ Seven Seas . مُسَلْسَلٌ تِلِفِزْيُونِيٌّ أَنَمِّي مِنْ إِنْتَاجِ اُسْتُدْيُو بِرُودْكِشْنْ دِي أُوهْ إِيهْ  production doA  وَ تَمَّ بَثُّهُ فِي اَلْفَتْرَةِ مِنْ أَبْرِيلَ إِلَى يُونْيُو 2018. .

## اَلْقِصَّةُ
أَيًّا أَسَاجِيرِي هِيَ فَتَاةٌ يَابَانِيَّةٌ فِي اَلْمَرْحَلَةِ اَلثَّانَوِيَّةِ تُعَانِي مِنْ مُشْكِلَةٍ اَلتَّنْمَرْ اَلْقَاتِلَ فِي اَلْمَدْرَسَةِ حَيْثُ تَتَعَرَّضُ لَلْتَنْمَرْ بِشَكْلٍ كَبِيرٍ لِدَرَجَةِ تَهْدِيدِهَا بِالْقَتْلِ وَفِي اَلْمَنْزِلِ تَتَعَرَّضُ لِضَرْبِ بِعُنْفِ مِنْ قَبْلُ شَقِيقِهَا كَانَامِي لِيُخَفِّف اَلضَّغْطُ اَلْأَكَادِيمِيُّ اَلَّذِي يَفْرِضُهُ عَلَيْهِ وَالِدُهُمْ فَلَقَدْ فَكَّرَتْ آيًا مِرَارًا فِي اَلِانْتِحَارِ لِلتَّخَلُّصِ مِنْ حَيَاتِهَا اَلْمُؤْلِمَةِ لَكِنَّهَا لَا تَتَمَلَّكُ اَلشَّجَاعَةُ لِلْقِيَامِ بِهَذَا اَلْأَمْرِ . فِي أَحَدِ اَلْأَيَّامِ ، ظُهْرَ مَوْقِعِ وَيِب مَشْبُوهٌ عَلَى شَاشَةِ جِهَازِ اَلْحَاسُوبِ اَلْخَاصِّ بِهَا وَهُوَ مَوْقِعُ اَلْفَتَاةِ اَلسِّحْرِيَّةِ ، تُظْهِرَ فِيهِ شَخْصِيَّةٌ تَبْدُو ذَا شَكْلٍ مُرْعِبٍ تَبْدُو هَذِهِ اَلشَّخْصِيَّةِ اَلْغَرِيبَةِ اَلَّتِي ظَهَرَتْ عَلَى حَاسُوبِهَا تُشْفِقُ عَلَيْهَا وَتُخْبِرُهَا بِأَنَّهَا سَتَمْنَحُهَا قُوَى سِحْرِيَّةٌ . فِي وَقْتٍ لَاحِقٍ فِي اَلْمَدْرَسَةِ ، تَجِدَ أَيًّا مُسَدَّسًا ظَهَرَ بِشَكْلٍ غَامِضٍ فِي خِزَانَةِ أَحْذِيَتِهَا . وَسُرْعَانَ مَا حَاصَرَهَا اَلْمُتَنَمِّرُونَ فَتَجِد آيًا أَيَّ شَيْءٍ لِلدِّفَاعِ عَنْ نَفْسِهَا وَفَكَّرْتُ بِأَنَّ لَيْسَ لَدَيْهَا شَيْءٌ تَخْسَرُهُ ، أَطْلَقَتْ آيًا اَلنَّارُ عَلَيْهِمْ . تَسَبَّبَتْ اَلطَّلْقَةُ فِي اِخْتِفَاءِ اَلْمُتَنَمِّرِينَ ، لَكِنَّهَا اِكْتَشَفَتْ أَنَّ هُنَاكَ قِطَارًا كَانَ قَرِيبًا قَتْلَهُمْ بِطَرِيقَةِ مَا . تَشْعُرَ آيًا كَمَا لَوْ أَنَّهَا قَتَلَتْهُمْ بِطَرِيقَةِ مَا فَلَقَدْ ظَلَّ ضَمِيرُهَا يُؤَنِّبَهَا عَلَى تِلْكَ اَلْفِعْلَةِ ، وَشَعَرَتْ بِالْحَيْرَةِ تُجَاهَ نَفْسِهَا فَلَقَدْ تَلَوَّنَ شِعْرُهَا بِاللَّوْنِ اَلْأَحْمَرِ وَأَصْبَحَ أَطْوَلُ وَالدَّمِ تَدَفُّقَ مِنْ عَيْنَيْهَا . اِكْتَشَفَتْ لَاحِقًا أَنَّهَا لَيْسَتْ وَحَّدَهَا ، عِنْدَمَا كَشَفَ أَحَدُ زُمَلَائِهَا أَنَّهَا سَاحِرَةٌ وَهِيَ زَمِيلَتُهَا بِالْفَصْلِ تَسُويُونُو يَاتُسُومُو ، وَتُصْبِح مِنْ صَدِيقَاتِهَا اَلْجُدُدَ ، بَيْنَمَا تَعَرَّضَ مُسَاعَدَتَهَا فِي اَلِابْتِعَادِ عَنْ " اَلصَّيَّادِينَ اَلسِّحْرَيْنِ " اَلَّذِينَ يَقْتُلُونَ اَلسَّاحِرَاتُ وَيَسْرِقُونَ عِصِيَّهُمْ فَقَطْ . تَعَلُّمُ تَسُويُونُو آيًا عَنْ اَلْقُوَّةِ اَلَّتِي اِكْتَسَبَتْهَا وَالتَّغْيِيرَاتِ اَلْجَسَدِيَّةِ اَلَّتِي تَحَدَّثَ لَهَا عَلَى جَسَدِهَا . وَمَعَ ذَلِكَ ، فَإِنَّ اَلْفَتَاتَيْنِ لَا تَعْرِفَانِ سَبَبُ شَيْءٍ يُشْبِهُ سَاعَةَ اَلْعَدِّ اَلتَّنَازُلِيِّ عَلَى اَلْمَوْقِعِ ، وَتَخْشَى أَنْ يَكُونَ شَيْئًا سَيِّئًا حَقًّا . بُعْدُ مُقَابَلَةِ مَجْمُوعَةٍ مِنْ اَلسَّاحِرَاتِ اَلْأُخْرَيَاتِ ، وَكُلَّهُنَّ يَتَمَتَّعْنَ بِقَوِيٍّ وَقُدُرَاتُ مُخْتَلِفَةٌ خَاصَّةٌ بِهُنَّ ، تُحَاوِلَ كُل مِنْ تَسُويُونُو وَآيًا اِكْتِشَاف مَا يَعْنِيهُ اَلْعَدُّ اَلتَّنَازُلِيُّ ، وَكُلَّ ذَلِكَ أَثْنَاءَ مُحَاوَلَتِهِنَّ لِلتَّأَكُّدِ مِنْ عَدَمِ مَعْرِفَةِ أَيِّ شَخْصِ بِخُصُوصِ قُدُرَاتِهِنَّ اَلسِّحْرِيَّةِ .

## اَلْوَسَائِطُ

### اَلْمَانْجَا
تَمَّ كِتَابَةَ قِصَّةِ مَوْقِعِ اَلْفَتَاةِ اَلسِّحْرِيَّةِ وَرَسْمِهَا وَ تَوْضِيحِهَا بِوَاسِطَةِ اَلْمَانَغَاكَا كِينْتَارُو سَاتُو . تَمَّ تَسَلْسُلُ اَلْقِصَّةِ فِي مَجَلَّةِ أَكِيتَا شُوتِينْ ! عَلَى مَوْقِعِ اَلْوَيِب اَلتَّابِعِ لَهُمْ تِشَامْبِيُونْ شَيْبَ تَابَ ! فِي اَلْفَتْرَةِ مِنْ 4 يُولْيُو 2013 حَتَّى 5 أُكْتُوبَرَ 2017 . وَ لَاحِقًا فِي مَجَلَّةٍ مَانْجَا اَلشُّونَنْ خَاصْتَمْ شَوَّنْنَ شَامْبِيُونْ اَلْأُسْبُوعِيَّةَ مِنْ 26 أُكْتُوبَر 2017 إِلَى 1 أُغُسْطُسَ 2019 . جَمَعَتْ شَرِكَةَ أَكِيتَا شُوتِينْ اَلْـ 139 فَصْلاً مُنْفَرِدَةً فِي سِتَّةِ عَشَرَ مُجَلَّدًا تَانْكُوبُونْ ، وَتَمَّ إِصْدَارُهَا فِي اَلْفَتْرَةِ مِنْ 7 مَارِسَ 2014 إِلَى 8 أُكْتُوبَرَ 2019 . [6][7]
بِالنِّسْبَةِ لأَمْرِيكَا اَلشَّمَالِيَّةِ ، تَمَّ تَرْخِيصُ اَلسِّلْسِلَةِ مِنْ قِبَلِ شَرِكَةٍ سِيفِنْ سِيزْ أَنْتَرْتِينَمَنْتْ ، وَاَلَّتِي أَعْلَنَتْ عَنْ اَلِاسْتِحْوَاذِ عَنْ حُقُوقِ نَشْرِ اَلْمَانْغَا بِاللُّغَةِ اَلْإِنْجِلِيزِيَّةِ فِي يُولْيُو 2016.
تَمَّ عَرْضُ سِلْسِلَةٍ فَرْعِيَّةٍ بِعُنْوَانِ مَوْقِعِ اَلْفَتَاةِ اَلسِّحْرِيَّةِ سَيَبُتُّ ( بِالْيَابَانِيَّةِ : 魔法少女サイトSept  وَيَنْطِقَ بِالْيَابَانِيَّةِ : مَاهَوُ شُوجُو سَايْتُو سِتِبْ ) عَلَى مَوْقِعِ اَلْوَيِب اَلْخَاصِّ بَاكِيتَا شُوتِينْ تِشَامْبِيُونْ تَابَ ! فِي اَلْفَتْرَةِ مِنْ 26 أُكْتُوبَر 2017 إِلَى 23 أُغُسْطُس 2018 .

#### قَائِمَة مُجَلَّدَاتٍ اَلْمَانْغَا
| 1 |
| 2 |
| 3 |

| رَقْم اَلْحَلْقَةِ | عُنْوَانُ اَلْحَلْقَةِ بِالْيَابَانِيَّةِ | عُنْوَانُ اَلْحَلْقَةِ بِالْعَرَبِيَّةِ | تَارِيخُ عَرْضِ اَلْحَلْقَةِ لِأَوَّلِ مَرَّةٍ |
| --- | ----------------------- | --------------------- | ------------------------- |
| 1 | 魔法少女サイト          | مَوْقِعُ اَلْفَتَاةِ اَلسِّحْرِيَّةِ   | 7 أَبْرِيل 2018              |
| عِنْدَ مُرُورِ اَلْقِطَارِ عَلَى اَلْمَزْلَقَانِ ، يَتَوَقَّفَ اَلْوَقْتُ فَجْأَةٍ . فَتَظْهَرُ كُلٌّ مِنْ آيًا وِيَاتَسُومُورَا . يَرَوْنَ اَلْمَوْقِعُ ، مُجَمَّدًا فِي اَلْوَقْتِ اَلْمُنَاسِبِ ، أَمَامَ اَلْقِطَارِ . قِبَلَ أَشْهُرٍ ، حَاوَلَتْ آيًا اَلِانْتِحَارَ بِأَنْ تَسِيرَ أَمَامَ اَلْقِطَارِ أَثْنَاءَ مُرُورِهِ ، لَكِنَّهَا أَوْقَفَتْ نَفْسُهَا . فِي اَلْمَدْرَسَةِ تَتَعَرَّضُ آيًا لَلْتَنْمَرْ مِنْ قَبْلُ ثَلَاثَ فَتَيَاتٍ فِي فَصْلِهَا . عِنْدَمَا تَعُودُ إِلَى اَلْمَنْزِلِ ، تَزُورَ قِطَّةً ضَالَّةً تَعِيشُ تَحْتَ جِسْرٍ تَعْتَنِي بِهَا وَتُعْطِيهَا اَلطَّعَامَ . فِي اَلْمَنْزِلِ ، تَعَرَّضَتْ آيًا لِلْإِيذَاءِ مِنْ قَبْلُ شَقِيقِهَا كَانَامِي لِيَقُومَ كَانَامِي بِالتَّخْفِيفِ عَنْ اَلتَّوَتُّرِ اَلَّذِي يَتَلَقَّاهُ مِنْ وَالِدِهِ حَيْثُ أَنَّهُ يُعَانِي مِنْ مَرَضِ اِضْطِرَابِ اَلشَّخْصِيَّةِ اَلسَّادِيَّةِ . بِمُجَرَّدَ مُغَادَرَتِهِ ، يُضِيءَ جِهَازُ اَلْحَاسُوبِ اَلْخَاصِّ بِهَا وَيُظْهِرُ عَلَى اَلشَّاشَةِ مَوْقِع غَرِيبٍ وَهُوَ مَوْقِعُ اَلْفَتَاةِ اَلسِّحْرِيَّةِ . حَيْثُ ظَهَرَتْ شَخْصِيَّةً غَرِيبَةً حَيْثُ وَصَفَهَا اَلْمَوْقِعُ بِأَنَّهَا مُثِيرَةٌ لِلشَّفَقَةِ ، وَقَالَتْ اَلشَّخْصِيَّةُ بِأَنَّهَا سَتَمْنَحُ آيًا قُوَّةً سِحْرِيَّةً ، لَكِنَّهَا تَقُومُ بِإِيقَافِ اَلْحَاسُوبِ . فِي اَلْيَوْمِ اَلتَّالِي ، . فِي اَلْمَدْرَسَةِ ، تَجِدَ أَيًّا مُسَدَّسًا ظَهَرَ بِشَكْلٍ غَامِضٍ فِي خِزَانَةِ أَحْذِيَتِهَا . بُعْدُ ذَلِكَ ، تَعَرَّضَتْ لَلْتَنْمَرْ مِنْ قَبْلُ اَلْفَتَيَاتِ اَلثَّلَاثِ مَرَّةً أُخْرَى ، هَذِهِ اَلْمَرَّةِ بِمُسَاعَدَةِ زَمِيلِهِمْ فِي اَلصَّفِّ اَلْأَعْلَى اَلَّذِي يُدْعَى شَوَتَا فَلَقَدْ أَرَادَ شَوَتَا أَنْ يَغْتَصِبَهَا . تَمَكَّنَتْ آيَةً مِنْ اَلْهُرُوبِ لَكِنَّ شَوَتَا وَإرِيكَا وَجَدُوهَا عَلِمَتْ آيًا أَنَّ اَلْقِطَّةَ قَتَلَتْ ، وَأَطْلَقَتْ اَلنَّارُ مِنْ اَلْمُسَدَّسِ اَللُّعْبَةِ وَظَلَّا يَسْخَرَانِ مِنْهَا فَلَقَدْ لَمْ تَجِدْ أَيْ حَلًّا فَأَطْلَقَتْ اَلنَّارُ عَلَيْهِمْ مُسْتَخْدِمَةً قُوَاهَا اَلسِّحْرِيَّةُ ثُمَّ تَسْمَعُ آيًا صَرَخَاتٍ . فِي مَحَطَّةِ اَلْقِطَارِ ، حَيْثُ أَنَّ اَلْقِطَارَ دَهْسَ إِيرِيكَا وَشَوَتَا . فَتَشْعُرُ آيًا بِالذَّنْبِ ، وَتَذْهَبَ إِلَى اَلْمَنْزِلِ وَتَبْقَى فِي غُرْفَتِهَا . فِي اَلْيَوْمِ اَلتَّالِي بَعْدَ اَلْمَدْرَسَةِ ، حَاوَلَتْ إِحْدَى اَلْمَتْنِمْرَاتْ اَلَّتِي تُدْعَى سَارِينَا حَاوَلَتْ اَلِانْتِقَامَ مِنْ آيًا . حَيْثُ لَامَتْ سَارِينَا آيًا عَلَى مَوْتِ إِيرِيكَا وَشَوَتَا . عِنْدَمَا أَمْسَكَتْ سَارِينَا وَأَوْشَكَتْ عَلَى قَطْعِ لِسَانِ آيًا بقَاطِعٌ ، يَتَوَقَّفَ اَلْوَقْتُ تَدَخُّلُ يَاتْسُومُورَا اَلْحَمَّامُ وَتَقْطَعُ حَلْقَ سَارِينَا بِوَاسِطَةَ اَلْقَاطِعِ . ثُمَّ تَطْلُبُ مِنْ آيًا أَنْ تَأْتِيَ مَعَهَا . |                         |                       |                           |
| 2 | テンペスト              | عَاصِفَةُ                 | 14 أَبْرِيلَ 2018             |

| 3 | 毒りんごとお姫さま | اَلْأَمِيرَةُ وَالتُّفَّاحَةُ اَلْمَسْمُومَةُ | 21 أَبْرِيلَ 2018 |   |  |  |  |
| دَخَلَتْ رِينَا فِي غَيْبُوبَةٍ . فَخَطَرَت عَلَى بَال آيًا فِكْرَةَ اَلْعُثُورِ عَلَى سَاحِرَةٍ يُمْكِنُهَا أَنْ تَشْفِيَ رِينَا حَتَّى تُخْبِرَهُمْ بِمَا تَعْرِفُهُ . فَعَثَرَتْ يَاتْسُومُورَا عَلَى دَفْتَرِ اَلْمُلَاحَظَاتِ اَلْخَاصِّ بَرَيْنَا ، وَ اَلَّذِي يَحْتَوِي عَلَى صُوَرٍ لِسَاحِرَاتِ أُخْرَيَاتٍ ، وَقَدْ عَرَفُوا أَنَّ أَحَدَهُنْ هِيَ نِيجِيمِي ، وَ هِيَ أَيدُولْ مِنْ مَجْمُوعَةِ إِينُو أَسُوبِي . فَتُدْعُوهُمْ نَجِيمِي لِلْمَجِيءِ لِمَنْزِلِهَا ، عِنْدَمَا يَكْتَشِفْنَ أَنَّ قُوَّتَهَا تَكْمُنُ فِي اَلتَّحَكُّمِ بِالْعَقْلِ وَ أَنَّ أَعَزَّ أَصْدِقَائِهَا وَ هِيَ أَيْضًا سَاحِرَةً ، قُتَلَتْ عَلَى يَدِ رِينَا . ذَهَبَتْ آيًا وِيَاتَسُومُورَا لِزِيَارَةِ رِينَا فِي اَلْمُسْتَشْفَى ، حَيْثُ تَسَمُّعُهُمَا سَارِينَا تَتَحَدَّثَنَ عَنْ سَاحِرَاتٍ . بَيْنَمَا ظَلَّ كَانَامِي يَشْعُرَ بِالْغَضَبِ لِأَنَّهُ غَيْرُ قَادِرٍ عَلَى ضَرْبِ أُخْتِهِ اَلصُّغْرَى أَيًّا لِلتَّنْفِيسِ عَنْ غَضَبِهِ وَ يَكْتَشِفُ مَوْقِعُ اَلْفَتَاةِ اَلسِّحْرِيَّةِ ضِمْنَ سِجِلِّ مُتَصَفِّحِهَا . | | | |   |  |  |  |
| 4 | 後継者と転校生 | اَلْوَرِيث وَطَالَبَ اَلنَّقْلُ | 28 أَبْرِيلُ 2018 |   |  |  |  |
| تَمْنَحَ مُدِيرَةَ مَوْقِعِ اَلْفَتَاةِ اَلسِّحْرِيَّةِ " نَانَا " لـ " سَارِينَا " أَدَاةً سِحْرِيَّةً أَوْ سِلَاحِ حَتَّى تَتَمَكَّنَ مِنْ أَنْ تُصْبِحَ "صَّيَّادَة اَلسِّحْرِةَ " اَلتَّالِية ، عَلَى خُطَى " رِينَا " . تَسْأَلَ يَاتْسُومُورَا آيًا عَنْ سَبَبِ قِيَامِ سَارِينَا وَ صَدِيقَاتُهَا بَالْتِنْمَرْ عَلَيْهَا ، وَ تُوَضِّحَ آيًا أَنَّ سَبَبَ ذَلِكَ هُوَ أَنَّ خَجَلَهَا اَلِاجْتِمَاعِيَّ جَعْلُهَا غَيْرُ قَادِرَةٍ عَلَى شُكْرِ سَارِينَا لِمُسَاعَدَتِهَا عِنْدَمَا اِنْتَقَلَتْ إِلَى اَلْمَدْرَسَةِ وَ غَضِبَتْ سَارِينَا بِسَبَبَ ذَلِكَ . يَاتْسُومُورَا تَطْلُبُ مِنْ آيًا اَلتَّوَقُّفُ عَنْ لَوْمِ نَفْسِهَا عَلَى حُدُوثِ ذَلِكَ . وَ يَعْتَقِدَ كَانَامِي أَنَّ كُلَّ شَخْصٍ آخَرَ فِي هَذَا اَلْعَالَمِ غَيْرُهُ قُمَامَةً ، مِثْلٌ وَالِدِهِ اَلَّذِي يَضْرِبُهُ عِنْدَمَا لَا يَحْصُلُ عَلَى دَرَجَاتٍ عَالِيَةٍ بِمَا فِيهِ . فَتَعُودُ سَارِينَا إِلَى اَلْمَدْرَسَةِ وَ هِيَ تَضَعُ أَمَامَهَا هَدَفٌ وَاحِدٌ وَهُوَ اَلِانْتِقَامُ مِنْ أَيًّا . نَجِيمِي تَتَقَاعَدَ مُؤَقَّتًا مِنْ تأدية اَلْمُوسِيقَى وَتَنْتَقِلُ إِلَى مَدْرَسَةِ آيًا . بَعْدُ أَنْ تَغَيَّبَ يَاتْسُومُورَا عَنْ اَلْمَدْرَسَةِ ، تَذْهَبَ آيًا إِلَى شَقَّتِهَا ، حَيْثُ تَكْتَشِفُ أَنَّ يَاتْسُومُورَا لَدَيْهَا رَجُلُ سَجِينٍ . تَشْرَحَ يَاتْسُومُورَا أَنَّ هَذَا اَلرَّجُلِ قُتِلَ وَالِدَيْهَا وَوَعَدَهَا بِأَنَّهُ سَيَعُودُ لِيَقْتُلَهَا عِنْدَمَا تَكْبُرُ . بِمُجَرَّدَ أَنَّ حَصَلَتْ عَلَى اَلْعَصَا اَلسِّحْرِيَّةِ ، طَارَدَتْهُ لِكَيْ تَحْصُلَ عَلَى اِنْتِقَامِهَا مِنْهُ | تَمْنَحَ مُدِيرَةَ مَوْقِعِ اَلْفَتَاةِ اَلسِّحْرِيَّةِ " نَانَا " لـ " سَارِينَا " أَدَاةً سِحْرِيَّةً أَوْ سِلَاحِ حَتَّى تَتَمَكَّنَ مِنْ أَنْ تُصْبِحَ "صَّيَّادَة اَلسِّحْرِةَ " اَلتَّالِية ، عَلَى خُطَى " رِينَا " . تَسْأَلَ يَاتْسُومُورَا آيًا عَنْ سَبَبِ قِيَامِ سَارِينَا وَ صَدِيقَاتُهَا بَالْتِنْمَرْ عَلَيْهَا ، وَ تُوَضِّحَ آيًا أَنَّ سَبَبَ ذَلِكَ هُوَ أَنَّ خَجَلَهَا اَلِاجْتِمَاعِيَّ جَعْلُهَا غَيْرُ قَادِرَةٍ عَلَى شُكْرِ سَارِينَا لِمُسَاعَدَتِهَا عِنْدَمَا اِنْتَقَلَتْ إِلَى اَلْمَدْرَسَةِ وَ غَضِبَتْ سَارِينَا بِسَبَبَ ذَلِكَ . يَاتْسُومُورَا تَطْلُبُ مِنْ آيًا اَلتَّوَقُّفُ عَنْ لَوْمِ نَفْسِهَا عَلَى حُدُوثِ ذَلِكَ . وَ يَعْتَقِدَ كَانَامِي أَنَّ كُلَّ شَخْصٍ آخَرَ فِي هَذَا اَلْعَالَمِ غَيْرُهُ قُمَامَةً ، مِثْلٌ وَالِدِهِ اَلَّذِي يَضْرِبُهُ عِنْدَمَا لَا يَحْصُلُ عَلَى دَرَجَاتٍ عَالِيَةٍ بِمَا فِيهِ . فَتَعُودُ سَارِينَا إِلَى اَلْمَدْرَسَةِ وَ هِيَ تَضَعُ أَمَامَهَا هَدَفٌ وَاحِدٌ وَهُوَ اَلِانْتِقَامُ مِنْ أَيًّا . نَجِيمِي تَتَقَاعَدَ مُؤَقَّتًا مِنْ تأدية اَلْمُوسِيقَى وَتَنْتَقِلُ إِلَى مَدْرَسَةِ آيًا . بَعْدُ أَنْ تَغَيَّبَ يَاتْسُومُورَا عَنْ اَلْمَدْرَسَةِ ، تَذْهَبَ آيًا إِلَى شَقَّتِهَا ، حَيْثُ تَكْتَشِفُ أَنَّ يَاتْسُومُورَا لَدَيْهَا رَجُلُ سَجِينٍ . تَشْرَحَ يَاتْسُومُورَا أَنَّ هَذَا اَلرَّجُلِ قُتِلَ وَالِدَيْهَا وَوَعَدَهَا بِأَنَّهُ سَيَعُودُ لِيَقْتُلَهَا عِنْدَمَا تَكْبُرُ . بِمُجَرَّدَ أَنَّ حَصَلَتْ عَلَى اَلْعَصَا اَلسِّحْرِيَّةِ ، طَارَدَتْهُ لِكَيْ تَحْصُلَ عَلَى اِنْتِقَامِهَا مِنْهُ | تَمْنَحَ مُدِيرَةَ مَوْقِعِ اَلْفَتَاةِ اَلسِّحْرِيَّةِ " نَانَا " لـ " سَارِينَا " أَدَاةً سِحْرِيَّةً أَوْ سِلَاحِ حَتَّى تَتَمَكَّنَ مِنْ أَنْ تُصْبِحَ "صَّيَّادَة اَلسِّحْرِةَ " اَلتَّالِية ، عَلَى خُطَى " رِينَا " . تَسْأَلَ يَاتْسُومُورَا آيًا عَنْ سَبَبِ قِيَامِ سَارِينَا وَ صَدِيقَاتُهَا بَالْتِنْمَرْ عَلَيْهَا ، وَ تُوَضِّحَ آيًا أَنَّ سَبَبَ ذَلِكَ هُوَ أَنَّ خَجَلَهَا اَلِاجْتِمَاعِيَّ جَعْلُهَا غَيْرُ قَادِرَةٍ عَلَى شُكْرِ سَارِينَا لِمُسَاعَدَتِهَا عِنْدَمَا اِنْتَقَلَتْ إِلَى اَلْمَدْرَسَةِ وَ غَضِبَتْ سَارِينَا بِسَبَبَ ذَلِكَ . يَاتْسُومُورَا تَطْلُبُ مِنْ آيًا اَلتَّوَقُّفُ عَنْ لَوْمِ نَفْسِهَا عَلَى حُدُوثِ ذَلِكَ . وَ يَعْتَقِدَ كَانَامِي أَنَّ كُلَّ شَخْصٍ آخَرَ فِي هَذَا اَلْعَالَمِ غَيْرُهُ قُمَامَةً ، مِثْلٌ وَالِدِهِ اَلَّذِي يَضْرِبُهُ عِنْدَمَا لَا يَحْصُلُ عَلَى دَرَجَاتٍ عَالِيَةٍ بِمَا فِيهِ . فَتَعُودُ سَارِينَا إِلَى اَلْمَدْرَسَةِ وَ هِيَ تَضَعُ أَمَامَهَا هَدَفٌ وَاحِدٌ وَهُوَ اَلِانْتِقَامُ مِنْ أَيًّا . نَجِيمِي تَتَقَاعَدَ مُؤَقَّتًا مِنْ تأدية اَلْمُوسِيقَى وَتَنْتَقِلُ إِلَى مَدْرَسَةِ آيًا . بَعْدُ أَنْ تَغَيَّبَ يَاتْسُومُورَا عَنْ اَلْمَدْرَسَةِ ، تَذْهَبَ آيًا إِلَى شَقَّتِهَا ، حَيْثُ تَكْتَشِفُ أَنَّ يَاتْسُومُورَا لَدَيْهَا رَجُلُ سَجِينٍ . تَشْرَحَ يَاتْسُومُورَا أَنَّ هَذَا اَلرَّجُلِ قُتِلَ وَالِدَيْهَا وَوَعَدَهَا بِأَنَّهُ سَيَعُودُ لِيَقْتُلَهَا عِنْدَمَا تَكْبُرُ . بِمُجَرَّدَ أَنَّ حَصَلَتْ عَلَى اَلْعَصَا اَلسِّحْرِيَّةِ ، طَارَدَتْهُ لِكَيْ تَحْصُلَ عَلَى اِنْتِقَامِهَا مِنْهُ | تَمْنَحَ مُدِيرَةَ مَوْقِعِ اَلْفَتَاةِ اَلسِّحْرِيَّةِ " نَانَا " لـ " سَارِينَا " أَدَاةً سِحْرِيَّةً أَوْ سِلَاحِ حَتَّى تَتَمَكَّنَ مِنْ أَنْ تُصْبِحَ "صَّيَّادَة اَلسِّحْرِةَ " اَلتَّالِية ، عَلَى خُطَى " رِينَا " . تَسْأَلَ يَاتْسُومُورَا آيًا عَنْ سَبَبِ قِيَامِ سَارِينَا وَ صَدِيقَاتُهَا بَالْتِنْمَرْ عَلَيْهَا ، وَ تُوَضِّحَ آيًا أَنَّ سَبَبَ ذَلِكَ هُوَ أَنَّ خَجَلَهَا اَلِاجْتِمَاعِيَّ جَعْلُهَا غَيْرُ قَادِرَةٍ عَلَى شُكْرِ سَارِينَا لِمُسَاعَدَتِهَا عِنْدَمَا اِنْتَقَلَتْ إِلَى اَلْمَدْرَسَةِ وَ غَضِبَتْ سَارِينَا بِسَبَبَ ذَلِكَ . يَاتْسُومُورَا تَطْلُبُ مِنْ آيًا اَلتَّوَقُّفُ عَنْ لَوْمِ نَفْسِهَا عَلَى حُدُوثِ ذَلِكَ . وَ يَعْتَقِدَ كَانَامِي أَنَّ كُلَّ شَخْصٍ آخَرَ فِي هَذَا اَلْعَالَمِ غَيْرُهُ قُمَامَةً ، مِثْلٌ وَالِدِهِ اَلَّذِي يَضْرِبُهُ عِنْدَمَا لَا يَحْصُلُ عَلَى دَرَجَاتٍ عَالِيَةٍ بِمَا فِيهِ . فَتَعُودُ سَارِينَا إِلَى اَلْمَدْرَسَةِ وَ هِيَ تَضَعُ أَمَامَهَا هَدَفٌ وَاحِدٌ وَهُوَ اَلِانْتِقَامُ مِنْ أَيًّا . نَجِيمِي تَتَقَاعَدَ مُؤَقَّتًا مِنْ تأدية اَلْمُوسِيقَى وَتَنْتَقِلُ إِلَى مَدْرَسَةِ آيًا . بَعْدُ أَنْ تَغَيَّبَ يَاتْسُومُورَا عَنْ اَلْمَدْرَسَةِ ، تَذْهَبَ آيًا إِلَى شَقَّتِهَا ، حَيْثُ تَكْتَشِفُ أَنَّ يَاتْسُومُورَا لَدَيْهَا رَجُلُ سَجِينٍ . تَشْرَحَ يَاتْسُومُورَا أَنَّ هَذَا اَلرَّجُلِ قُتِلَ وَالِدَيْهَا وَوَعَدَهَا بِأَنَّهُ سَيَعُودُ لِيَقْتُلَهَا عِنْدَمَا تَكْبُرُ . بِمُجَرَّدَ أَنَّ حَصَلَتْ عَلَى اَلْعَصَا اَلسِّحْرِيَّةِ ، طَارَدَتْهُ لِكَيْ تَحْصُلَ عَلَى اِنْتِقَامِهَا مِنْهُ | 5 |  |  |  |
| | | | |   |  |  |  |
| 6 | | | |   |  |  |  |
| | | | |   |  |  |  |

### أنيمي
فِي 8 سِبْتَمْبِرَ 2017 ، تَمَّ اَلْإِعْلَانُ عَنْ تَحْوِيلِ اَلسِّلْسِلَةِ لِلْأِنَمِّي وَ ذَلِكَ فِي اَلْمُجَلَّدِ اَلسَّابِعِ مِنْ اَلْمَانْجَا . وَعَرَضَ اَلْمُسَلْسَلُ لِأَوَّلِ مَرَّةٍ عَلَى MBS وTBS وBS-TBS لِأَوَّل مَرَّةٍ فِي 7 أَبْرِيلَ 2018   مِنْ إِخْرَاجِ تَادَاهِيتُو مَاتَسُوبَايَاشِي وَ مِنْ إِنْتَاجِ اُسْتُدْيُو بِرُودْكِشْنْ دِي أُوهْ إِيهْ ، و تَاكَايُو إِيكَامِي عَمَلَ عَلَى كِتَابَةِ سِينَارْيُو وَ الْحِوَارِ . حَصَلَتْ شَرِكَةً أَمَازُونْ عَلَى حُقُوقِ عَرْضِ اَلْأَنَمِي عَبْرَ خِدْمَةٍ Amazon Prime Video فِي جَمِيعِ أَنْحَاءِ اَلْعَالَمِ . كيجي ايناي عَمَلٌ عَلَى تَأْلِيفِ اَلْمُوسِيقَى . وَقَامَتْ فِرْقَةٌ اَلْآِيدُولْ أيريسْ  i ☆ Ris بِغِنَاءِ اَلشَّارَةِ اَلِافْتِتَاحِيَّةِ  "نقطة التغيير"  Changing point، بَيْنَمَا أَدَّتْ هَارُوكَا يَامَازَاكِي شَارَةَ اَلنِّهَايَةِ    "Zenzen Tomodachi" (ゼンゼントモダチ)  . بَيْنَمَا حَصَلَتْ شَرِكَةً سِينْتَايْ فَلِيَمِّ وَرْكَسْ Sentai Filmworks بِتَرْخِيصِ اَلْأَنَمِي أَصْدَرَهُ بِتَنْسِيقَات اَلْفِيدْيُو اَلرَّقْمِيَّةِ لِلْعَرْضِ اَلْمَنْزِلِيِّ 

## استقبال
تلقت النسخة الإنجليزية من Mahō Shōjo Saito ( موقع الفتاة السحرية ) مراجعات مختلفة من النقاد. قارنت بريتاني فينسنت من جاباناتور المسلسل بـ Puella Magi Madoka Magica ، واصفة السابق بأنه "أكثر ظلامية ". بينما قال فينسنت إن موقع Magical Girl Site يسلب كل شيء قد يجده أي شخص مظلمًا حول مادوكا ، ويقسمه إلى شرائح "مفتوحة على مصراعيها" بمخططه المظلمة.

## ملحوظات
1. ↑  The show lists April 6 at 26:55, which is after midnight on April 7, 2018.

## روابط خارجية
- الموقع الرسمي
 at Champion Tap! (باليابانية)
- الموقع الرسمي
 - Anime adaptation (باليابانية)
- موقع الفتاة السحرية (مانغا) في شبكة أخبار الأنمي